# Plaça de la Pau (Sallent)
La Plaça de la Pau és una obra del municipi de Sallent (Bages) inclosa en l'Inventari del Patrimoni Arquitectònic de Catalunya.

## Història
Aquesta plaça anomenada en el segle XIV Major, posteriorment plaça Gran, després d'un interval de dos anys, 1812-1814, que s'anomena de la Constitució. Finalment el 1918 se li dona el nom de la Pau i s'hi plantà un arbre en commemoració del fi de 1a Guerra Mundial. Els edificis que formen la plaça foren construïts en diverses èpoques, que van des del segle xiv de la Casa Gran i el 1968 de l'església de Sant Antoni Mª Claret. Fins al segle xix el cantó de sol ixent a l'actual carrer bisbe Valls, estava tancat per un portal amb la casa del gremi dels paraires, avui desaparegut.